# 约翰·博伊德 (音频工程师)
约翰·博伊德（英語：John Boyd）美国音频工程师。他曾2次获得奥斯卡最佳音响效果奖提名。

## 部分影视作品
- 太阳帝国 (1987)[1]
- 谁陷害了兔子罗杰 (1988)[2]